# John Hughes (periodista)
Robert John Hughes (Neath, Gales, 28 de abril de 1930-Salt Lake City, Utah, 14 de diciembre de 2022) fue un periodista estadounidense de origen galés, Nieman Fellow en la Universidad de Harvard y ganador del premio Pulitzer por su cobertura de Indonesia y el premio Overseas Press Club por una investigación sobre el tráfico internacional de estupefacientes. Fue editor de The Christian Science Monitor y The Deseret News y presidente de la Sociedad Estadounidense de Editores de Periódicos. Hughes escribió dos libros y durante años escribió una columna sindicada a nivel nacional para The Christian Science Monitor.

## Biografía

### Infancia
Hughes nació el 28 de abril de 1930 en Neath, Gales, hijo único de Evan y Dellis May Hughes. Se crio en Londres y asistió a la Escuela de Comercio de la Compañía Literaria Antigua. Durante la Segunda Guerra Mundial, los padres de Hughes contribuyeron al esfuerzo bélico: su padre fue reclutado por el ejército británico y sirvió en el norte de África durante tres años. Su madre también fue reclutada en la Oficina de Correos del Gobierno durante ese tiempo. Después de la guerra, toda la familia se mudó a Sudáfrica.

### Educación, carrera temprana y Pulitzer
A la edad de 16 años, Hughes comenzó su primer trabajo como reportero en Natal Mercury. Alex Hammond, su primer editor, lo envió a la escuela de negocios para que aprendiera taquigrafía. Hughes luego trabajó como reportero durante tres años antes de regresar a Londres, donde trabajó en Fleet Street en una agencia de noticias. Finalmente, fue contratado por The Daily Mirror, con sede en Londres. Poco después de aceptar ese puesto, The Natal Mercury se puso en contacto con Hughes y le pidió que volviera a ser el Jefe de la Oficina de la Capital del Estado. El aceptó. Más tarde se convirtió en corresponsal y escritor independiente para varios periódicos en Londres y The Christian Science Monitor en Boston.
En 1955, a la edad de veinticinco años, Hughes se mudó a Estados Unidos y comenzó a trabajar en Boston para The Christian Science Monitor. Aproximadamente dieciocho meses después, fue enviado de regreso a Sudáfrica como corresponsal de The Monitor. Ocupó ese puesto durante seis años. Hughes fue nombrado Nieman Fellow en la Universidad de Harvard al año siguiente. Luego trabajó como asistente de edición extranjera en Boston. Su siguiente asignación de The Monitor lo envió a ser corresponsal extranjero en Asia durante seis años. Fue durante este tiempo que ganó el Premio Pulitzer de Reportajes Internacionales en 1967 por su exhaustivo reportaje sobre el intento de golpe comunista en Indonesia en 1965 y la violenta purga de comunistas que siguió en 1965-1966.
Sus logros fueron rápidamente reconocidos por The Christian Science Monitor, y fue ascendido a Editor Gerente, cargo que ocupó durante nueve años, de 1970 a 1979, hasta que fue ascendido a Editor y Gerente. Durante su período de tres años como editor y gerente, Hughes se interesó en tener su propio periódico.

### Propiedad de periódicos y participación política
Hughes inicialmente se desempeñó como Director Asociado de la Agencia de Información de los Estados Unidos, y luego fue nombrado director de Voice of America. Mientras se desempeñaba en esa capacidad, recibió una llamada telefónica de George Shultz invitando a Hughes a ser el portavoz del Departamento de Estado y el Subsecretario de Estado para Asuntos Públicos. De vuelta en Orleans, la broma entre los editores y reporteros en la sala de redacción de Cape Cod Oracle era: "pobre John Hughes: no puede mantener un trabajo por más de seis meses", según Dwight Shepard, a quien Hughes eligió para ser el editor. de sus semanarios mientras estuvo en Washington.
Después de cuatro años en Washington D. C., Hughes regresó a Massachusetts, donde florecían sus periódicos. Reanudó el control de las empresas, pero finalmente las vendió cuando ninguno de sus hijos quiso ocupar su puesto.
Luego, The Christian Science Monitor le pidió a Hughes que estuviera a cargo de un programa internacional de radio de onda corta. Hizo esto durante algunos años y luego compró un periódico en Maine con un amigo suyo que trabajaba en The Washington Post. La asociación no tuvo éxito y duró poco, lo que resultó en la reventa del periódico, lo que permitió a Hughes aceptar más nombramientos administrativos.
En 1991 se le pidió que presidiera el grupo de trabajo bipartidista del presidente George H.W. Bush sobre el futuro de la radiodifusión internacional del gobierno estadounidense. En 1992 fue nombrado Presidente de una Comisión Presidencial-Congresional conjunta sobre Radiodifusión a la República Popular China. En 1993, la Corporación para la Difusión Pública nombró a Hughes miembro de su Comisión Asesora sobre Difusión Pública para el Mundo.
Luego, Hughes aceptó una oferta de la Universidad Brigham Young (BYU) para comenzar el Programa de estudios de medios internacionales. En 1995, Boutros Boutros Ghali, el Secretario General de las Naciones Unidas, solicitó que Hughes se reuniera con él. Durante la reunión, Ghali preguntó si Hughes estaría dispuesto a trabajar para las Naciones Unidas durante el 50 aniversario de las Naciones Unidas. BYU le otorgó a Hughes un año de licencia y se convirtió en Secretario General Adjunto y Director de Comunicaciones en las Naciones Unidas.
En 1996, Neal A. Maxwell llamó a Hughes con inquietudes sobre Deseret News, un periódico secular propiedad de la Iglesia de Jesucristo de los Santos de los Últimos Días. Maxwell solicitó su consejo para mejorar la circulación del periódico. Cuando Hughes regresó de las Naciones Unidas, comenzó a trabajar como consultor para Deseret News. Siguiendo su consejo, el periódico cambió su distribución a la mañana en lugar de la tarde, lo que mejoró la circulación. Tras el éxito de este cambio, la junta directiva le pidió a Hughes que fuera el editor del periódico. Hughes aceptó el puesto y se convirtió en el primer editor no mormón de Deseret News. Ocupó ese puesto durante diez años, hasta 2007, momento en el cual regresó a BYU como profesor en el Departamento de Comunicaciones.

### Últimos años
Hughes viajó a Sudáfrica en 2007 para hacer una presentación ante organizaciones de medios locales. En 2011 recibió el premio Citizen Diplomat Media Award del Consejo Nacional para Visitantes Internacionales. A partir de 2012 continuó escribiendo una columna para el Christian Science Monitor. En 2014 publicó una autobiografía, Paper Boy to Pulitzer, que dijo haber escrito para sus hijos y nietos, y porque “pensé que tenía una historia de amor en mí, y se trata de periodismo. La mejor profesión del mundo.” 

## Vida personal y muerte
Hughes y su esposa Peggy, exalumna de BYU, tuvieron un hijo, Evan. Tuvo otros dos hijos, Mark y Wendy, de un matrimonio anterior con la fallecida Libby Hughes. Tuvo seis nietos.
Hughes era miembro de la Iglesia de la Ciencia Cristiana.
Hughes murió el 14 de diciembre de 2022, a la edad de 92 años.

## Escritos
- La nueva cara de África, 1961
- Agitación de Indonesia, 1967
- El fin de Sukarno: un golpe que fracasó: una purga que se volvió loca, 2002, Archipelago Press,ISBN 981-4068-65-9
- Chico de papel al Pulitzer, 2014,ISBN 1891331477

## Citas
1. 1 2 3 4  Benson, Lee (13 de julio de 2014). «About Utah: It was never about him». Deseret News.
2. 1 2 3  Cortez, Marjorie (23 de febrero de 2011). «Former Deseret News editor John Hughes to be honored as 'citizen diplomat'». Deseret News. Consultado el 6 de septiembre de 2020.
3. ↑  «R. John Hughes - Pulitzer Journalist - Ink Hughes». Archivado desde el original el 26 de enero de 2013. Consultado el 10 de abril de 2012.
4. ↑  «John Hughes - The Christian Science Monitor - CSMonitor.com». www.csmonitor.com. Consultado el 17 de diciembre de 2022.
5. ↑  «Pulitzer Prize winner, former Deseret News editor John Hughes dies». Deseret News (en inglés). 16 de diciembre de 2022.

- Datos: Q15453135
- Multimedia: John Hughes (editor) / Q15453135